# Las Garzas (Reforma)
Las Garzas es una localidad del municipio de Reforma ubicado en el noroeste del estado mexicano de Chiapas.

## Geografía
La localidad de Las Garzas se sitúa en las coordenadas geográficas 17°54′18″N 93°09′39″O / 17.905000, -93.160833, a una elevación de 14 metros sobre el nivel del mar.

## Demografía
Según el Conteo de Población y Vivienda 2020, efectuado por el Instituto Nacional de Estadística y Geografía, la localidad de Las Garzas tiene 121 habitantes, de los cuales 61 son del sexo masculino y 60 del sexo femenino. Su tasa de fecundidad es de 1.24 hijos por mujer y tiene 43 viviendas particulares habitadas.
| Gráfica de evolución demográfica de Las Garzas entre 1990 y 2020 |
|                                                                  |
| INEGI.                                                           |